# 呂号第四十四潜水艦
|          |                                                                         |
| 艦歴     |                                                                         |
| 計画     | 昭和17年度計画（マル急計画）                                            |
| 起工     | 1942年2月14日                                                           |
| 進水     | 1942年11月11日                                                          |
| 就役     | 1943年9月13日                                                           |
| その後   | 1944年6月16日爆雷、ヘッジホッグ攻撃により沈没                           |
| 亡失認定 | 1944年7月12日                                                           |
| 除籍     | 1944年8月10日                                                           |
| 性能諸元 |                                                                         |
| 排水量   | 基準：960トン 常備：1,109トン 水中：1,447トン                           |
| 全長     | 80.50m                                                                  |
| 全幅     | 7.05m                                                                   |
| 吃水     | 4.07m                                                                   |
| 機関     | 艦本式22号10型ディーゼル2基 電動機、2軸 水上：4,200馬力 水中：1,200馬力 |
| 電池     | 1号15型240コ                                                            |
| 速力     | 水上：19.8kt 水中：8.0kt                                                |
| 航続距離 | 水上：16ktで5,000海里 水中：5ktで45海里                                 |
| 燃料     | 重油                                                                    |
| 乗員     | 61名                                                                    |
| 兵装     | 40口径8cm高角砲1門 25mm機銃連装1基2挺 53cm魚雷発射管 艦首4門 魚雷10本   |
| 備考     | 安全潜航深度：80m                                                       |

呂号第四十四潜水艦（ろごうだいよんじゅうよんせんすいかん）は、日本海軍の潜水艦。呂三十五型潜水艦（中型）の10番艦。

## 艦歴
1942年（昭和17年）の昭和17年度計画（マル急計画）により、1942年2月14日、三井玉野造船所で起工。1942年11月11日進水。1943年（昭和18年）9月13日に竣工し、二等潜水艦に類別。同日、舞鶴鎮守府籍となり、訓練部隊である第一艦隊第11潜水戦隊に編入された。
11月25日、第11潜水戦隊は第六艦隊所属となる
30日、第34潜水隊に編入。
12月28日、呂44は舞鶴を出港し、1944年（昭和19年）1月6日にトラックに到着。12日、特設潜水母艦平安丸（日本郵船、11,616トン）に横付けして補給を受ける。15日、トラックを出港し、エスピリトゥサント島周辺海域に進出して哨戒。27日、呂44は北緯10度53分 東経147度14分 / 北緯10.883度 東経147.233度の地点を浮上航走中、米潜トリガーに発見される。トリガーは730mの距離まで砲撃準備をしながら接近を行った後、反撃に対処するため潜望鏡深度に潜航。呂44が91mほどの距離で攻撃準備を行っているのを確認する。そのため、42mの深度に潜航するも、魚雷の航走音がしなかったため潜望鏡深度に戻ったところ、呂44の潜望鏡を確認した。そのため再度退避したが、反撃の様子は見られなかったため潜望鏡深度に戻して観測したが、すでに敵の姿は見えなかった。2月17日、トラックに戻る途中にトラック島空襲の報を受け、米機動部隊を迎撃するためトラック北東40浬地点に移動。その後、ヤルートを通過してミレに接近するが、戦艦1、空母2の米機動部隊を発見するも、相手が高速だったため攻撃はできなかった。21日、トラックに到着。
28日、呂44は食料と弾薬、機密文書を積んでトラックを出港し、ミレに向かう。しかし、出港直後に後部甲板に積まれた輸送物資入りのゴム袋を固定する留め金が破損したため、輸送物資全てが海上に流出してしまう。そのため、トラックに戻った。3月2日、食料と弾薬、計11トンを積んでトラックを出港。9日、ヤルートを通過し、西方からミレに接近するも、南東に向かう戦艦1、空母2、巡洋艦1を含む米機動部隊を発見する。0545、雷撃準備を行うも、距離が遠かったため攻撃はできなかった。呂44は浮上して1時間ほど追跡したが、米駆逐艦6隻が接近するのを発見したため、急速潜航して離脱した。11日、ミレに到着して輸送物資を揚陸し、17名の便乗者を載せて出港。13日夕方ごろ、マジュロを潜望鏡で偵察中、赤と白の光が飛んでいくのを発見する。2300、浮上してマジュロに接近中、赤い光が飛んでいくのを視認したため急速潜航。潜望鏡深度で接近するにつれ、飛んでいく光の数が次第に増えていっており、光は敵の飛行場から放たれる曳光弾だろうと判断した。14日0330、曳光弾が米艦隊から放たれていることが分かった。米艦隊は空母1、戦艦8の他、戦車揚陸艦も確認した。最も近い戦艦はわずか457mの距離にいた。呂44はこのまま攻撃を加えるのは危険と判断し、偵察結果と経緯、そして「マジュロは敵の戦艦とその他艦船でいっぱいである」と報告した。29日、トラックに到着して便乗者を降ろした。
4月11日、呂44はトラックを出港し、トラック南方沖に進出して哨戒。15日、トラックに到着。17日、トラックはB-24の空襲を受ける。呂44は空襲を回避するため潜航するも、同じく潜航した呂42と接触事故を起こしたため損傷。20日、再度の空襲により呂44は水深23mの海底に沈座するも、空襲後に浮上して被害調査したところ、海面で爆弾が炸裂したことによる衝撃波で潜望鏡が破損していることがわかった。同日、トラックを出港し、サイパン経由で呉に向かった。道中、米軍機の空襲を受けるも、機銃掃射によりわずかに損傷しただけで済んだ。29日、呉に到着し、修理を受ける。
5月15日、呂44は呉を出港し、20日にサイパンに到着。23日にサイパンを出港し、エニウェトクの偵察に向かった。11日、偵察結果の報告の後、エニウェトク北東沖に進出して哨戒を行う。13日、ブラウンの偵察に向かった。15日、ブラウンの偵察結果と、サイパンへ向かうことを報告したのを最後に消息不明。
アメリカ側記録によると、16日未明、米護衛駆逐艦バーデン・R・ヘイスティングス(USS Burden R. Hastings, DE-19)はレーダーで浮上中の潜水艦を探知。発光信号で応答を求めたところ応答はなく、潜水艦は急速潜航していった。バーデン・R・ヘイスティングスはヘッジホッグを24発ずつ、2回投下した他、爆雷4発を投下し、潜水艦を撃沈した。夜明けごろ、バーデン・R・ヘイスティングスは海面を漂う潜水艦のものと思われる破片の中から、ロ44と書かれたアルミニウム板を回収した。これが呂44の最期の瞬間であり、艦長の上杉貞夫大尉以下乗員72名全員戦死。沈没地点はエニウェトク東方110浬地点付近、北緯11度13分 東経164度15分 / 北緯11.217度 東経164.250度。
7月12日、サイパン方面で亡失と認定され、8月10日に除籍された。

## 歴代艦長

### 艤装員長
- 不詳

### 艦長
- 橋本以行 少佐：1943年9月13日 - 1944年5月14日[6]
- 上杉貞夫 大尉：1944年5月14日 - 6月16日戦死[6]